# Kensei Nakashima
Kensei Nakashima (født 23. august 1996) er en japansk fodboldspiller, som spiller for den japanske fodboldklub FC Gifu.